# Секст Темпаний
Секст Темпаний (на латински: Sextus Tempanius) e политик на ранната Римска република през втората половина на 5 век пр.н.е.
Служи през 423 пр.н.е. като командир на кавалерията на консула Гай Семпроний Атрацин във войната против волските. По време на поход Семпроний попада с войската си в критично положение. Смелият командир на кавалерията Сект Темпаний спасява войската.
През 422 пр.н.е. Секст Темпаний e народен трибун. Неговите колеги са: Тиберий Антисций, Марк Аселий, Тиберий Спурилий и Луций Хортензий.
Тази година Хортензий дава на съд Гай Семпроний Атрацин за грешки по време на войната против волските през 423 пр.н.е. Другите четири народни трибуни, които са били конници по времето на битката, се изказват добре за Семпроний и Хортензий оттегля временно обвинението.